# لانژیت
لانژیت  (به انگلیسی: Langite) با فرمول شیمیایی Cu3[(OH)4 - SO4].H2O از مجموعه کانی هاست و از نام فیزیکدان وینی Von Lang گرفته شده‌است. دراسیدها و آمونیاک محلول است - درآب نامحلول است. CuO:۶۷٫۶۶٪  O۳:۱۵٫۳۲٪  O۲:۱۷٫۰۲٪   از نظر شکل بلور: ایزومتری یا طویل مطابق سطح - ماکله، رنگ: آبی مایل به سبز، شفافیت: نیمه شفاف، جلا: شیشه ای، رخ: کامل - مطابق با، سیستم تبلور: ارترومبیک و در رده‌بندی سولفات است  و منشأ تشکیل آن ثانوی است.
همایند کانی‌شناسی (پارانژ) آن پوسن ژاکیت- ژیپس- کالکوپیریت و غیره است
، از نظر ژیزمان بلوری - آگرگاتهای خاکی و رشته‌ای تقریباً کمیاب است و بیشتر در انگلستان، چک اسلواکی، فرانسه، آلمان، اطریش، آمریکا یافت می‌شود.